# Pic del Coll de la Barra
El Pic del Coll de la Barra és una muntanya de 2.633 metres que es troba entre els municipis de les Valls de Valira, a la comarca de l'Alt Urgell i de Lles de Cerdanya, a la comarca de la Baixa Cerdanya.